# Roger Cicero
Roger Marcel Cicero Cziczeo (født 6. juli 1970 i Berlin, død 24. marts 2016 i Hamborg) var en tysk jazz- og swingsanger. Han var søn af den rumænske jazzpianist Eugen Cicero. Han deltog ved Eurovision Song Contest 2007 med sangen Frauen regier'n die Welt for Tyskland og sangen blev nr. 19 i finalen. I marts 2016 døde han af en hjerneinfarkt, 45 år gammel.

## Diskografi
- 2006: Männersachen
- 2007: Beziehungsweise
- 2009: Artgerecht
- 2011: In diesem Moment
- 2014: Was immer auch kommt
- 2015: The Roger Cicero Jazz Experience
- 2015: Cicero Sings Sinatra – Live in Hamburg